# Mirazizbek Mirzaxalilov
Mirazizbek Mirzakarim oʻgʻli Mirzaxalilov (ur. 27 lutego 1995 roku w tumanie Quva) – uzbecki bokser, mistrz świata, złoty medalista igrzysk azjatyckich, mistrz Azji.

## Kariera
W 2018 roku zdobył złoty medal podczas igrzysk azjatyckich w Dżakarcie w kategorii do 56 kg. W finale pokonał Jo Hyo-nam z Korei Północnej po przerwaniu walki z powodu kontuzji.
We wrześniu następnego roku został mistrzem świata w Jekaterynburgu w kategorii do 57 kg, wygrywając w decydującej walce z Lázaro Álvarezem. Walka została przerwana w drugiej rundzie, po pęknięciu brwi Kubańczyka.